# (300128) 2006 VP32
(300128) 2006 VP32 es un asteroide perteneciente al cinturón de asteroides, descubierto el 11 de noviembre de 2006 por el equipo del Mount Lemmon Survey desde el Observatorio del Monte Lemmon, Arizona, Estados Unidos.

## Designación y nombre
Designado provisionalmente como 2006 VP32.

## Características orbitales
2006 VP32 está situado a una distancia media del Sol de 3,041 ua, pudiendo alejarse hasta 3,216 ua y acercarse hasta 2,865 ua. Su excentricidad es 0,057 y la inclinación orbital 0,921 grados. Emplea 1937,09 días en completar una órbita alrededor del Sol.

## Características físicas
La magnitud absoluta de 2006 VP32 es 16,8.